# Birgit Willikonsky
Birgit Willikonsky (geboren 24. Februar 1950 in Bad Orb) ist eine deutsche Juristin, ehemalige Richterin und Gerichtspräsidentin. Im Jahr 2009 wurde die Juristin als erste Frau an die Spitze des Landesarbeitsgerichts Schleswig-Holstein berufen. Sie hatte das Amt der Gerichtspräsidentin bis zu ihrer Pensionierung im Jahr 2017 inne.

## Ausbildung
Nach dem Abitur studierte Birgit Willikonsky Rechtswissenschaften an den Universitäten Frankfurt (Main) und Mainz. Sie beendete das Studium 1973 mit der Ersten Juristischen Staatsprüfung in Mainz. Nach dem Rechtsreferendariat im Geschäftsbereich des Schleswig-Holsteinischen Oberlandesgerichts absolvierte sie 1976 in Hamburg die Zweite Juristische Staatsprüfung.

## Karriere
Nach ihrem Examen war Birgit Willikonsky von 1976 bis 1978 bei verschiedenen Kanzleien als Rechtsanwältin in Flensburg tätig. 1979 begann sie ihre berufliche Laufbahn als Richterin auf Probe an den Arbeitsgerichten Elmshorn, Neumünster, Flensburg und Kiel. Es folgten mehrere Abordnungen an das Landesarbeitsgericht Schleswig-Holstein, bis sie zum 1. Mai 1988 zur Direktorin des Arbeitsgerichts Kiel ernannt wurde. Von März 1991 bis Februar 1993 war sie an das Bundesarbeitsgericht abgeordnet. Am 13. November 1998 folgte ihre Ernennung zur Vorsitzenden Richterin am Landesarbeitsgericht Schleswig-Holstein. Im Juli 2002 wurde sie dessen Vizepräsidentin.
2005 absolvierte die Juristin eine Ausbildung zur Mediatorin nach den Standards des Bundesverbands Mediation. Ab dem 1. März 2006 bot das Landesarbeitsgericht Schleswig-Holstein für geeignete Fälle die gerichtliche Mediation mit Birgit Willikonsky als Mediatorin an.
Vom 2. April 2009 bis zu ihrer Pensionierung 2017 war sie Präsidentin des Landesarbeitsgerichts Schleswig-Holstein. Bei ihrer Verabschiedung am 20. März 2017 würdigte Justizministerin Anke Spoorendonk, dass Birgit Willikonsky wesentlich zur hohen gesellschaftlichen Wertschätzung der Arbeitsgerichtsbarkeit beigetragen habe.

## Bekannte Verfahren
2010 hatte Birgit Willikonsky als Richterin am Landesarbeitsgericht Schleswig-Holstein über die Klage eines Arztes am Städtischen Krankenhaus zu entscheiden. Der Arzt hatte in zweiter Instanz gegen seinen Arbeitgeber, die Stadt Kiel, geklagt. Er wollte, dass Bereitschaftsdienst als volle Arbeitszeit anerkannt und auch entsprechend bezahlt würde. Birgit Willikonsky legte die Klage dem EuGH vor.

## Ämter und Mitgliedschaften
- Mitglied im Deutschen Juristinnenbund
- 2011: Mitglied im Verbandsausschuss des Deutschen Arbeitsgerichtsverbandes  e. V.[6]
- 1. Stellvertreterin des nichtordinierten Richters des Reformierten Senats in Disziplinarsachen bei dem Kirchengerichtshof der EKD[7][8]

## Engagement
Die Juristin engagiert sich in der Evangelisch-reformierten Kirchengemeinde Lüneburg-Uelzen. Sie ist dort Ältestenpredigerin.
2020 wurde Birgit Willikonsky von der Hansestadt Lüneburg für ihr besonderes ehrenamtliches Engagement ausgezeichnet.

## Publikationen (Auswahl)

### Monografien
- Beteiligungsrechte des Betriebsrats bei personellen Massnahmen: Leitfaden für die betriebliche Praxis. Grundlagen und Praxis des Arbeitsrechts, Band 23, 2. Auflage, Erich Schmidt Verlag, Berlin 2004, ISBN 9783503039531.
- Lohnpfändung und Drittschuldnerklage. Leitfaden für die betriebliche Praxis. Orell Füssli, Zürich 2004, ISBN 9783503078110.
- Mutterschutzgesetz (MuSchG): Kommentar zum Mutterschutzgesetz. 2. Auflage, Hermann Luchterhand Verlag, Neuwied 2007, ISBN  978-3472055761.

### Aufsätze
- Akteneinsicht in arbeitsgerichtliche Schutzschriften. In: Betriebs-Berater, Heft 29, 1987, 2013.
- Arbeitsrichter – Schlichter für mündige Bürger oder Sozialarbeiter? In: Justizministerialblatt. Schleswig-Holsteinische Anzeigen. 2010, S. 300.[2]
- Befristung von Arbeitsverträgen wegen Inanspruchnahme von Elternzeit oder Beurlaubung zur Kinderbetreuung. In: Peter Bader, Gert-Albert Lipke, Friedhelm Rost, Horst Weigand (Hrsg.): Festschrift für Gerhard Etzel. Luchterhand, 2011, ISBN 978-3-472-07923-1.
- Gerichte stellen sich vor – Landesarbeitsgericht Schleswig-Holstein. In: FA Fachanwalt Arbeitsrecht, Heft 5/2012, Wolters Kluwer, S. 140.